# آرماند ترائوره
آرماند ترائوره (فرانسوی: Armand Traoré‎؛ زادهٔ ۸ اکتبر ۱۹۸۹) بازیکن فوتبال اهل سنگال است.
از باشگاه‌هایی که در آن بازی کرده‌است می‌توان به آرسنال، پورتسموث، یوونتوس، کویینز پارک رنجرز، ناتینگهام فارست و چای‌کار ریزه‌اسپور اشاره کرد.
وی همچنین در تیم ملی فوتبال سنگال بازی کرده‌است.